# Guillén Centro
Guillén Centro es una localidad del estado mexicano de Chiapas. Es parte del municipio de Tuxtla Chico.

## Demografía
| Censo | Población |
| ----- | --------- |
| 2010  | 1 168     |
| 2020  | 1 229     |